# Intercités

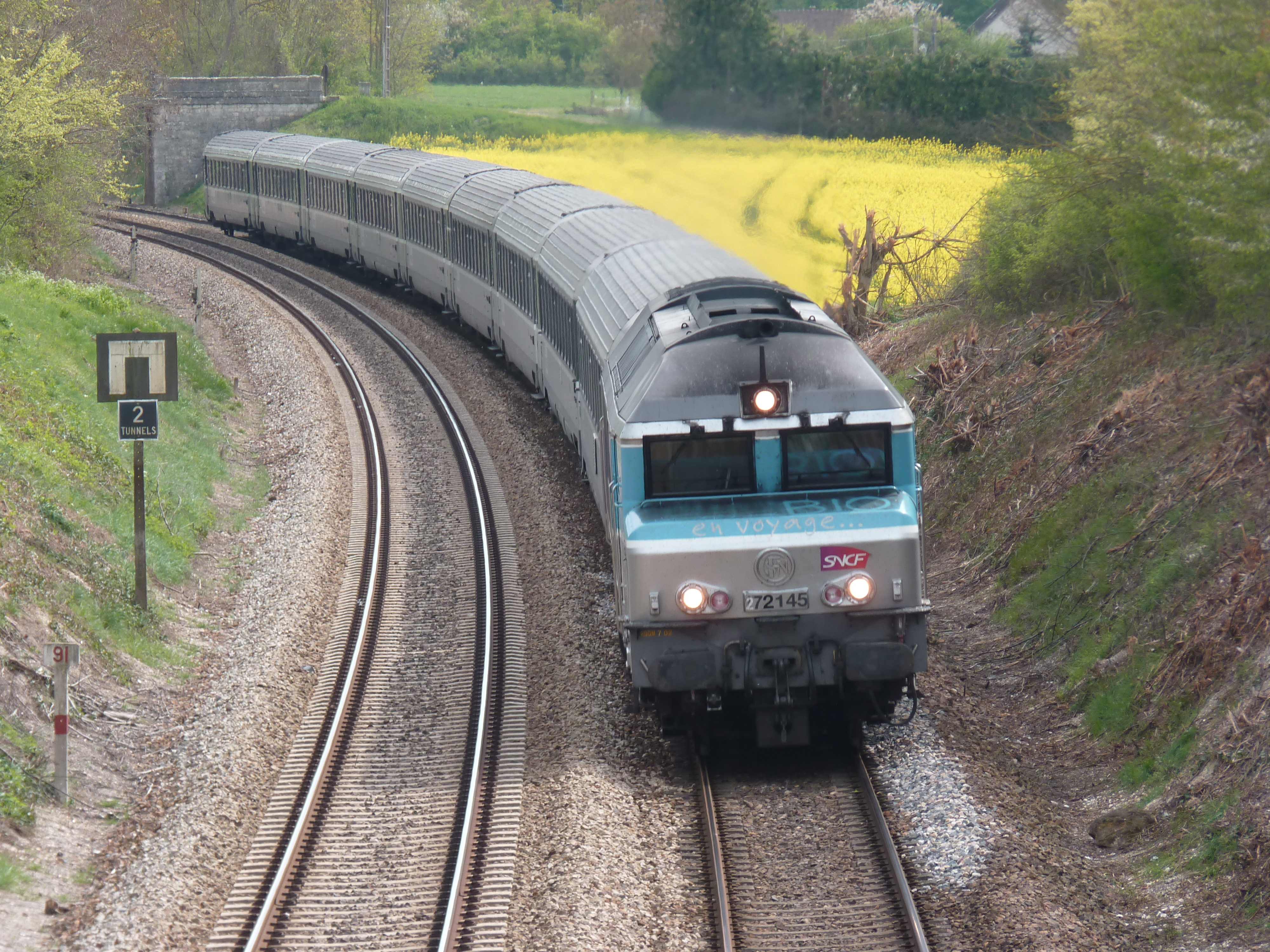
Pociąg Intercités nieopodal Chalmaison

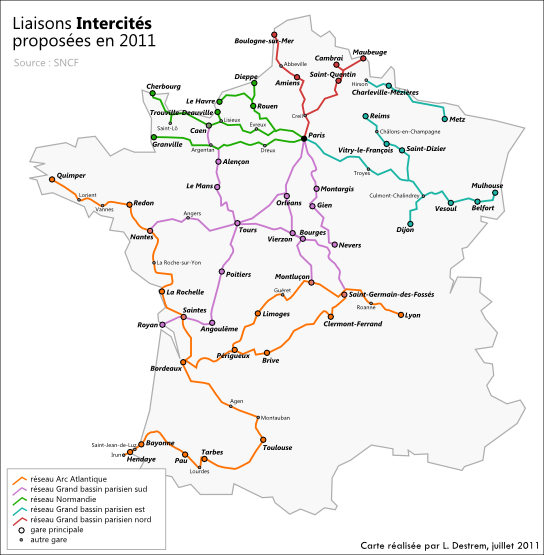
Sieć połączeń Intercités w 2011 roku

Intercités – kategoria pociągów dalekobieżnych uruchamianych przez francuską spółkę SNCF. Pod marką tą realizowane są wszystkie połączenia obsługiwane przez „pociągi klasyczne” (fr. trains classiques; w odróżnieniu od połączeń TGV).
Marka Corail Intercités została utworzona w styczniu 2006 roku, w 2009 roku zmieniona została na Intercités. Wykorzystywana była ona początkowo dla połączeń dziennych bez wymaganej rezerwacji miejsc. Od stycznia 2012 roku pod marką Intercités obsługiwane są także połączenia nocne (wcześniej realizowane pod marką Corail Lunéa) oraz połączenia z obowiązkową rezerwacją miejsc (uprzednio Corail Téoz).
W 2013 roku siecią 37 połączeń Intercités objętych było ponad 330 miast Francji. Średnio w ciągu dnia na trasy wyjeżdżało 325 pociągów (w tym 25 nocnych). Liczba pasażerów wynosiła około 100 000 dziennie.